# Pełnik alpejski

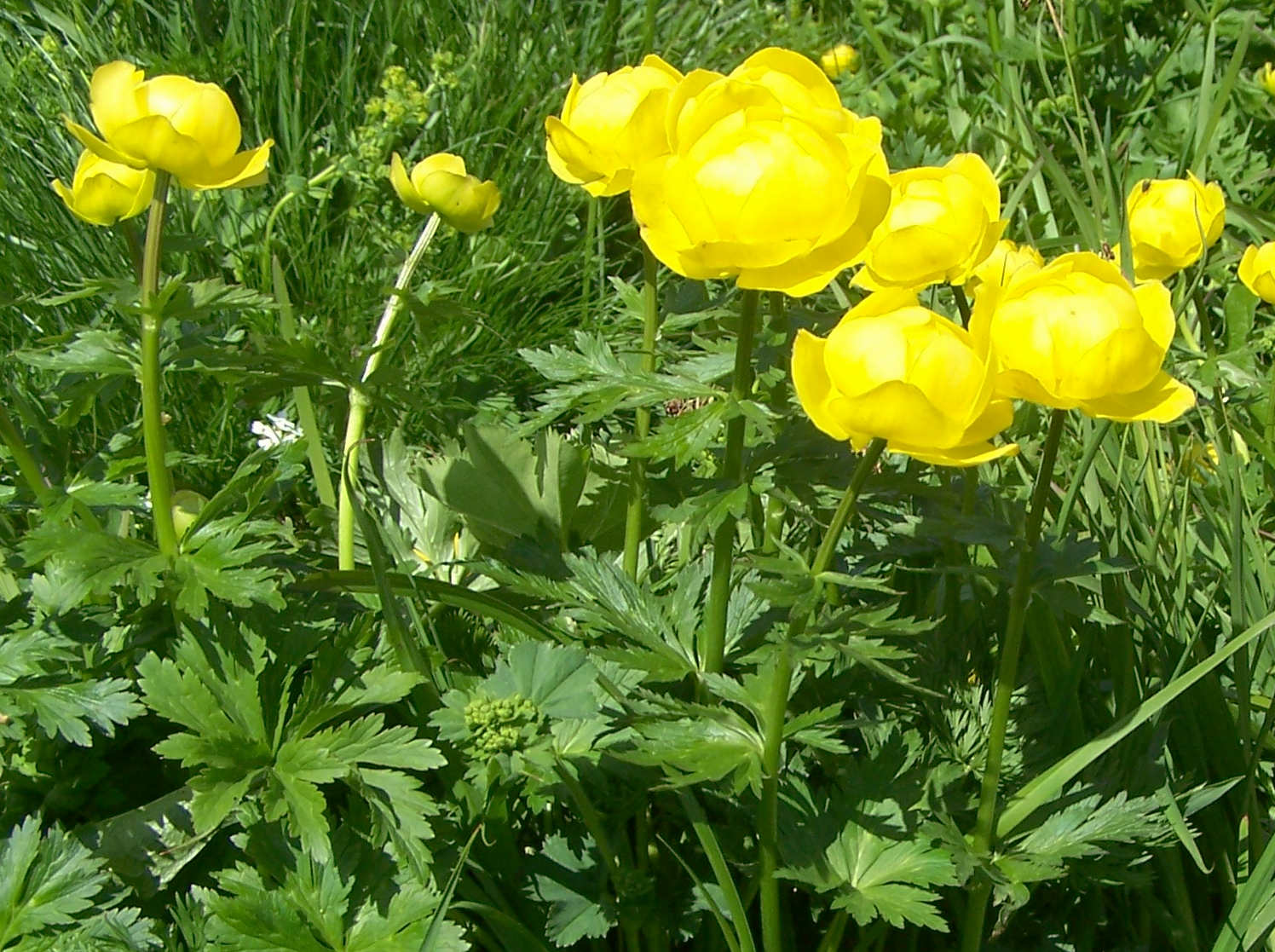

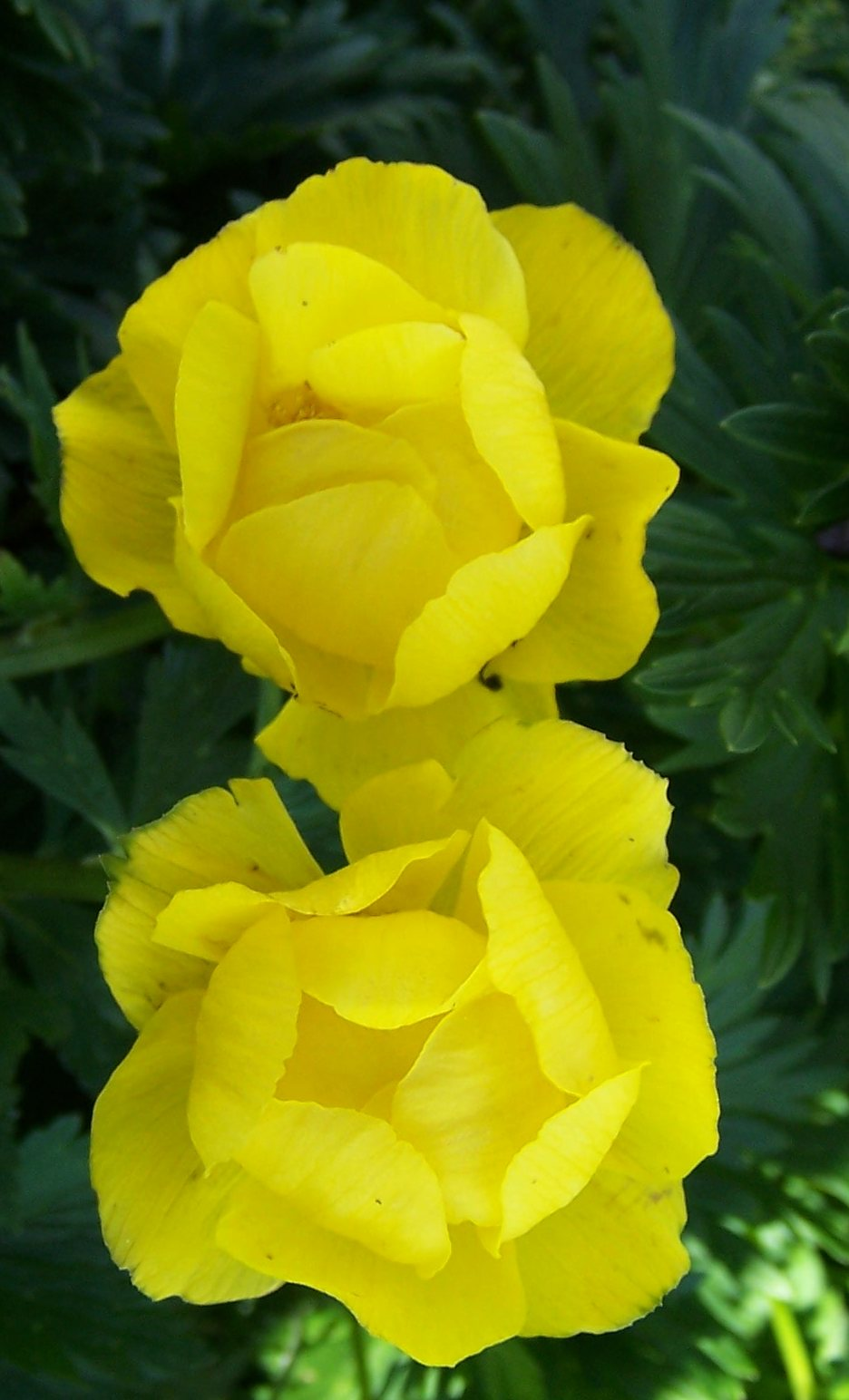

Pełnik alpejski (Trollius altissimus) – gatunek rośliny należący do rodziny jaskrowatych. Występuje w Europie, wyłącznie w górach: w Karpatach, Sudetach, wschodnich Alpach, oraz w Górach Dynarskich. W Polsce występuje w Tatrach, Sudetach, Pieninach, w Bieszczadach i jest rośliną rzadką. Podano też jego stanowisko na Wyżynie Małopolskiej. Przez niektórych botaników uważany jest za podgatunek lub odmianę pełnika europejskiego lub określany nazwą pełnika siedmiogrodzkiego.

## Morfologia
PokrójRoślina wieloletnia o wysokości do 35 cm. Jest bardzo podobny do pełnika europejskiego, różni się od niego głównie tym, że jest od niego mniejszy i ma większe (w stosunku do wielkości rośliny) kwiaty.
ŁodygaWzniesiona, naga i nierozgałęziona. Pod ziemią występuje krótkie kłącze.
LiścieUlistnienie skrętoległe. Liście dłoniastosieczne, składające się z 3-5 płytko wciętych i ząbkowanych odcinków. Dolne liście są długoogonkowe, środkowe krótkoogonkowe, a najwyższe są siedzące.
KwiatyDuże, kuliste kwiaty o cytrynowożółtej barwie (nieco jaśniejsze, niż u pełnika europejskiego). Wyrastają przeważnie pojedynczo na szczycie łodygi. Wyglądem przypominają różę. Są pełne (stąd nazwa pełnik) i składają się z 10-15 płatków. Okwiat nie jest zróżnicowany na kielich i koronę. Osadzone spiralnie płatki zaginają się do środka i dachówkowato zachodzą na siebie, chroniąc wnętrze kwiatu. Zewnętrzne płatki są duże i barwne, wewnętrzne są węższe i przechodzą stopniowo w miodniki z nektarem. Środek kwiatu wypełniają liczne pręciki, prątniczki i słupki. Prątniczki są tej samej długości co pręciki.
OwocLiczne, mające ok. 7 mm długości mieszki z długim dzióbkiem. Wypełnione są kulistymi, czarnymi nasionami, które dojrzewają już pod koniec sierpnia.

## Biologia i ekologia
- Rozwój: bylina. Kwiaty są owadopylne i lekko pachnące, kwitną od maja do lipca. Szybko przekwitają, ale na ich miejsce stopniowo zakwitają następne, tak, że okres kwitnienia wydłuża się. W czasie deszczu płatki kwiatów ciasno się stulają, chroniąc w ten sposób znajdujące się wewnątrz organy rozrodcze – pręciki i słupki. Przy trwającej przez dłuższy czas niepogodzie również powstają nasiona – w wyniku samozapylenia. Hemikryptofit.
- Siedlisko: łąki i hale górskie, ziołorośla, wilgotne piargi, nad potokami. Występuje zarówno na podłożu wapiennym, jak i granitowym. Duże skupienia tej rośliny można spotkać na zboczach Małołączniaka i Małołąckiej Przełęczy w Tatrach – tworzy tutaj całe kępy. W Tatrach występuje głównie w piętrze halnym i turniowym, ale znane są jego stanowiska na wysokości od 940 m n.p.m. (Siwa Polana) do 2135 m n.p.m. (Hawrań). Gatunek charakterystyczny dla zespołu Polygono bistortae-Trollietum.
- Roślina trująca: Jest trujący. Zwierzęta nie jedzą go.

## Zagrożenia i ochrona
Roślina objęta ochroną gatunkową. Podlega ścisłej ochronie. Dawniej była masowo przez górali wykopywana do przydomowych ogródków i zrywana na bukiety, co znacznie przyczyniło się do zmniejszenia jej liczebności. Obecnie gatunek nie jest zagrożony, sporadycznie tylko występują przypadki zrywania kwiatów i wykopywania całych okazów.

## Udział w kulturze
- Kwiat pełnika był jednym z ulubionych motywów dekoracyjnych górali. Występował np. przy haftach serdaka.